# МКС-3
МКС-3 — третий долговременный экипаж Международной космической станции. Экипаж работал на борту МКС с 12 августа по 15 декабря 2001 года.
Во время третьей экспедиции был принят и введён в состав комплекса российский стыковочный отсек-модуль «Пирс». Приняты и разгружены корабли «Прогресс М-45» и «Прогресс М1-7». Принята российская экспедиция посещения на корабле «Союз ТМ-33». Принят шаттл с грузовым модулем «Рафаэль». Продолжены научные исследования по российской и американской программе. Станция передана экипажу 4-й основной экспедиции.

## Экипаж
| Должность   | Член экипажа           | № полёта | Корабль доставки | Корабль отбытия |
| ----------- | ---------------------- | -------- | ---------------- | --------------- |
| Командир    | Фрэнк Калбертсон, НАСА | 3        | STS-105          | STS-108         |
| Пилот       | Владимир Дежуров, ФКА  | 2        | STS-105          | STS-108         |
| Бортинженер | Михаил Тюрин, ФКА      | 1        | STS-105          | STS-108         |

### Дублирующий экипаж
| Должность     | Член экипажа        | № полёта |
| ------------- | ------------------- | -------- |
| Командир      | Валерий Корзун, ФКА | 2        |
| Бортинженер-1 | Сергей Трещёв, ФКА  | 1        |
| Бортинженер-2 | Пегги Уитсон, НАСА  | 1        |

ИсточникНовости космонавтики.

## Параметры полёта
- Наклонение орбиты — 51,6°;
- Период обращения — 92,0 мин;
- Перигей — 384 км;
- Апогей — 396 км.

## Ход экспедиции

### Выходы в открытый космос членов экипажа МКС-3
- 8 октября 2001 года, длительность 4 часа 58 минут — астронавты  Владимир Дежуров и  Михаил Тюрин. Впервые был опробован стыковочный отсек «Пирс», космонавты вышли через один из его выходных люков (ВЛ-1)[4]. Прокладка кабелей и установка грузовой стрелы ГСтМ-1 на стыковочный отсек № 1 «Пирс» (СО1).
- 15 октября 2001 года, длительность 5 часов 52 минуты — астронавты  Владимир Дежуров и  Михаил Тюрин. Второй выход из модуля «Пирс». Установка панелей MPAC&SEED и аппаратуры «Кромка 1-0».
- 12 ноября 2001 года, длительность 5 часов 04 минуты — астронавты  Владимир Дежуров и  Фрэнк Калберстон. Третий выход из модуля «Пирс». Подключение антенн системы «Курс» на СО1, испытания ГСтМ-1.
- 3 декабря 2001 года, длительность 2 часа 46 минут — астронавты  Владимир Дежуров и  Михаил Тюрин. Четвертый выход из модуля «Пирс». Удаление постороннего предмета из стыковочного узла на агрегатном отсеке СМ «Звезда» во время стыковки грузового «Прогресс М1-7» (инородным телом оказалась уплотнительная резинка от грузового корабля «Прогресс М-45»)[5].

### Принятые грузовые корабли
- «Прогресс М-45», старт 21 августа 2001 года, стыковка к кормовому узлу модуля «Звезда» 23 августа 2001 года.
- «Прогресс М-СО1», старт 15 сентября 2001 года, стыковка к надирному узлу модуля «Звезда» 17 сентября 2001 года. Доставка на МКС стыковочного отсека СО1 «Пирс».
- «Прогресс М1-7», старт 26 ноября 2001 года, стыковка к кормовому узлу модуля «Звезда» 28 ноября 2001 года. Для полного стягивания корабля со станцией потребовался выход в открытый космос.

### Отстыкованные грузовые корабли
- «Прогресс М1-6», отстыковка и окончание существования 22 августа 2001 года.
- «Прогресс М-СО1», отстыковка приборно-агрегатного отсека корабля от СО1 «Пирс» и тормозной импульс 26 сентября 2001 года.
- «Прогресс М-45», отстыковка и окончание существования 22 ноября 2001 года.

### Перестыковка корабля
- «Союз ТМ-32», отстыковка и повторная стыковка к СО1 «Пирс» 19 октября 2001 года.

### Экспедиции посещения
- STS-105 («Дискавери»), старт 10 августа 2001 года, стыковка 12 августа 2001 года, отстыковка 20 августа 2001 года, посадка 20 августа 2001 года. Дооснащение МКС с использованием грузового модуля MPLP «Леонардо». Доставка экипажа МКС-3 и возвращение экипажа МКС-2. Выполнено два выхода в открытый космос из шаттла «Дискавери».
- Российская экспедиция посещения ЭП-2. Старт на космическом корабле  «Союз ТМ-33» 21 октября 2001 года, стыковка 23 октября 2001 года. Отстыковка и посадка на корабле  «Союз ТМ-32» 31 октября 2001 года. Плановая замена корабля-спасателя на МКС.
- STS-108 («Индевор»), старт 5 декабря 2001 года, стыковка 7 декабря 2001 года, отстыковка 15 декабря 2001 года, посадка 17 декабря 2001 года. Дооснащение МКС с использованием грузового модуля MPLP «Рафаэлло». Доставка экипажа МКС-4 и возвращение экипажа МКС-3. Выполнен один выход в открытый космос из шаттла «Индевор».